# Francesco Loredano
Francesco Loredan lub Loredano (ur. 9 lutego 1685 w Wenecji – zm. 19 marca 1762 w Wenecji) - 116. doża Wenecji.
Jego ojcem był Andrea Loredano, matką Caterina Grimani. Francesco pełnił funkcję doży od dnia 18 marca 1752 do swej śmierci. Był człowiekiem leniwym o niezbyt ujmujących manierach. Okres jego rządów to okres bardziej zastoju niż rozwoju.
Loredano został wybrany dożą natychmiast po śmierci poprzednika, lecz zdecydował się to ogłosić dopiero 6 kwietnia. W Wenecji trwała wówczas walka konserwatystów z frakcją reformistyczną, na której czele stał Angelo Querini. Loredano udawał, że jest po stronie w danym momencie silniejszego, lecz jego poparcie miało zawsze charakter obezwładniający obie strony i pasywny.
Gdy wybuchła wojna siedmioletnia w roku 1756, handlowcy weneccy odczuli to pozytywnie. Republika Wenecka przeżywała boom ekonomiczny spowodowany przejściowym brakiem zagranicznej konkurencji.
W ostatnim okresie rządów pozycję Loredano podkopywał zazdrosny o władzę Marco Foscarini, który atakował nieudolność podstarzałego doży.